# NGC 4677
NGC 4677 је спирална галаксија у сазвежђу Кентаур која се налази на NGC листи објеката дубоког неба.
Деклинација објекта је - 41° 34' 57" а ректасцензија 12h 46m 57,0s. Привидна величина (магнитуда) објекта NGC 4677 износи 12,9 а фотографска магнитуда 13,8. Налази се на удаљености од 46,4000 милиона парсека од Сунца. NGC 4677 је још познат и под ознакама ESO 322-78, MCG -7-26-44, DCL 199, PGC 43127.